# Марк Юний Хомул
Марк Юний Хомул (на латински: Marcus Iunius Homullus) e сенатор на Римската империя от началото на 2 век.
През 102 г. Хомул е суфектконсул заедно с Луций Антоний Алб. През 111 – 114 г. е легат на Кападокия (legatus Augusti pro praetore Cappadociae). Неговият син Марк Юний Хомул е суфектконсул 128 г. на император Адриан.